# نوفا للكيماويات
شركة نوفا للكيماويات هي شركة بتروكيماويات كندية تعمل منذ عام 1954. تم تشكيل نوفا كشركة تاج إقليمية تسمى شركة ألبيرتا لخط نقل الغاز المحدودة لإدارة نظام تجميع الغاز الطبيعي في ألبرتا. خلال السبعينيات، تنوعت أعمال الشركة لتشمل التنقيب عن النفط وإنتاجه وتصنيعه والبتروكيماويات. في عام 1980 تم تغيير اسم شركة ألبيرتا لخط نقل الغاز المحدودة (أجيتل) إلى نوفا ، وهي شركة ألبرتا. وبعد عقد من الصراعات المالية، باعت شركة نوفا في عام 1998 أعمالها في مجال النفط وخطوط الأنابيب إلى ترانس كندا لخطوط الأنابيب واستمرت في العمل فقط في مجال البتروكيماويات. يُطلق على نظام تجميع الغاز الذي تديره شركة ترانس كندا الآن اسم خط نقل الغاز نوفا.
تُستخدم منتجات نوفا للكيماويات في مجموعة واسعة من التطبيقات، بما في ذلك تغليف المواد الغذائية والإلكترونيات والمواد الصناعية والأجهزة ومجموعة متنوعة من السلع الاستهلاكية. تدير الشركة وحدتين أعمال وتملك حصة 50% في مشروع مشترك كبير مع إينوس ، يُسمى إينوس نوفا.